# 东北獐牙菜
东北獐牙菜（学名：Swertia manshurica）为龙胆科獐牙菜属下的一个种。